# Schlösschen Kitzerstein

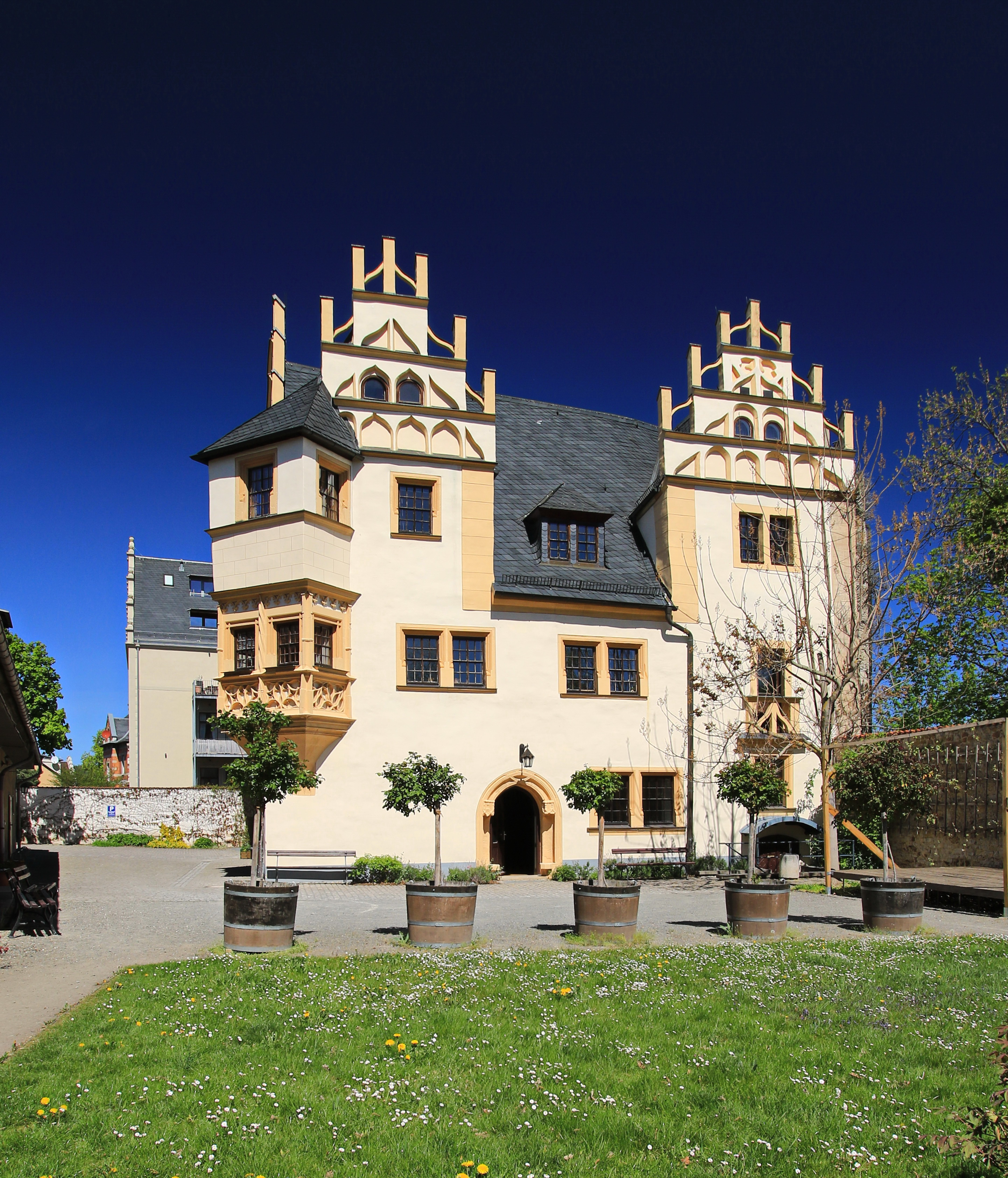
Das Schlösschen

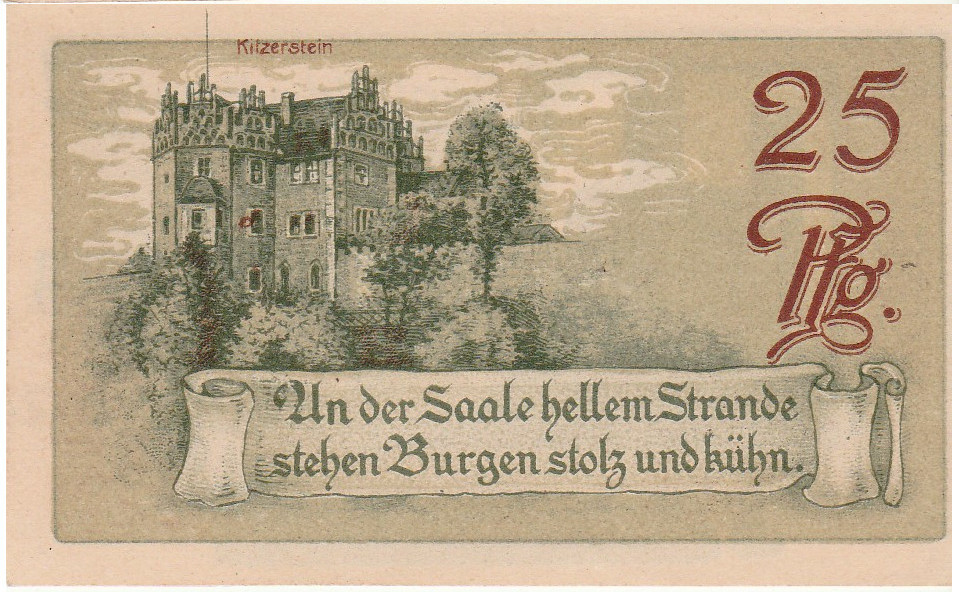
Das Schlösschen auf einem Notgeldschein aus Saalfeld, von 1921.

Das Schlösschen Kitzerstein befindet sich in  der Nähe des Hohen Schwarms in Saalfeld/Saale an der Stadtmauer im Landkreis Saalfeld-Rudolstadt in Thüringen.

## Geschichte
Erbaut wurde das Schlösschen auf dem Gelände zweier Siedelhöfe, die dem Ritter Otto von Enzenberg und den Herren von Thüna gehörten. 1497 wurde der Abt Georg von Thüna vom Kaiser zum Reichsfürsten ernannt. Somit bekam das Kloster auch weltlichen Einfluss. Die Thünas übten dann auch Einfluss auf die Stadt aus.

## Zum Schlösschen
Es ist ein unregelmäßig, architektonisch stark gegliedertes Bauwerk. Das Gebäude klebt an einem steilen Hang der Saaleterrasse und wurde nach Osten hin polygonal über die Stadtmauer verlängert. Die Giebel sind reich verziert und stellen in etwa die norddeutsche Bauweise dar. Der in den Hof blickende Eckerker ist mit Maßwerk ausgestattet. Das Spitzbogenportal ist der Zugang. An der Nordseite wurde ein ehemaliger Mauerturm in den Bau einbezogen. Dort befindet sich noch eine Schießscharte. Sieben verzierte Ziergiebel schmücken das Schlösschen.

## Besitzverhältnisse
Urkundlich gesichert und kaum vorher entstanden, ist der Bau im 14. Jahrhundert Besitz der Grafen von Schwarzburg.
Die Besitzer wechselten häufig. Dort wohnte der Kanzler von Ketelhodt aus Rudolstadt. Nach 1628 scheint der Kitzerstein in bürgerliche Privathände übergegangen zu sein, so an Herrn Kronberger und danach an dessen Schwiegersohn, den Amtmann Eckhardt. Später im besaßen ihn der reußische Oberforstmeister von Koss († 1710) und dessen Tochter († 1743), Ehefrau des Erbprinzen und nachmals Herzogs Christian Ernst von Sachsen-Coburg-Saalfeld, dann das Herzogshaus, das es 1760 in Privathände veräußerte, bevor es nachher im 19. Jahrhundert wieder in bürgerlichen Besitz überführt wurde. Letzter Privateigentümer war Hans-Joachim Schaede, der 1948 als Waschmaschinenfabrikant enteignet wurde.
2006 erfolgte die Neugestaltung der Gartenanlage zwischen Hohem Schwarm und Schlösschen. Heute ist dort die Musikschule untergebracht.